# Löwen
Leuven / Löwen (niederländisch Ausspracheⓘ, französisch Louvain, deutsch Löwen) ist eine belgische Stadt in der Region Flandern. Sie ist Hauptstadt der Provinz Flämisch-Brabant und Hauptort des Bezirks Arrondissement Leuven. Leuven / Löwen hat 102.175 Einwohner (Stand 1. Januar 2020).
Löwen ist vor allem bekannt für seine Universität, die Katholieke Universiteit Leuven, sowie für sein Stadtbild, das mit dem gotischen Rathaus und dem Alten Markt einige der schönsten Beispiele flämischer Baukunst aufweist. Außerdem ist Löwen der Unternehmenssitz von Anheuser-Busch InBev, der weltgrößten Brauereigruppe.

## Geografische Lage
Leuven/Löwen liegt etwa 20 Kilometer östlich von Brüssel am Fluss Dijle in der Provinz Flämisch-Brabant. An Löwen grenzen (im Uhrzeigersinn, beginnend im Norden) die Gemeinden Rotselaar, Holsbeek, Lubbeek, Bierbeek, Oud-Heverlee, Bertem, Herent und Haacht.
Seit Januar 1977 umfasst Löwen die Teilgemeinden Heverlee (21.429 Einwohner), Löwen (30.169), Kessel-Lo (27.476), Wijgmaal (3.505) und Wilsele (9.358).

## Namensherkunft
Der heute gebrauchte Name „Leuven“ taucht erstmals in Schriften aus dem 16. Jahrhundert auf. Davor waren vor allem die Formen „Loven“, „Lovenne“ und „Loevenne“ verwendet worden. Die Herkunft des Namens „Leuven“ ist unsicher. Am wahrscheinlichsten verbindet der Name „Loven“ die beiden Worte Lo (Wald) und Ven (Sumpf) miteinander, so dass ein sumpfiger Wald in der Umgebung als charakteristisch gekennzeichnet wird. Dafür sprechen die Lage der Stadt im früher feuchten und sumpfigen Dijletal und die damalige Nähe der Siedlung zum Wald.
Daneben gibt es zahlreiche legendäre Erklärungen. So soll der Name „Loven“ auf einen schottischen Prinzen namens „Lupus“ zurückgehen, der die Stadt gegründet haben soll, wofür es aber keinerlei Beweise gibt. Nach einem anderen Ansatz rührt der Name „Loven“ daher, dass auf dem Löwener Gebiet früher ein Tempel stand, in dem ein heidnischer Gott verehrt wurde (das niederländische „loven“ bedeutet „loben, preisen“). Auch für diesen Ansatz lassen sich aber keinerlei Beweise anführen. Es gibt auch Spekulationen, dass der Name Loven durch die Normannen aus Skandinavien mitgebracht wurde, dann erst der Dijle gegeben und anschließend auf die benachbarte Siedlung übergegangen sei.

## Geschichte

### Frühzeit und Römerzeit
Bereits vor etwa 130.000 Jahren war die Gegend um Löwen besiedelt, wie archäologische Funde belegen. Die ersten Niederlassungen datieren allerdings erst aus der Zeit um 3500 v. Chr. Um 160 v. Chr. lebten die Nervier und die Eburonen im Löwener Gebiet. Letztere wurden bei der Unterwerfung Galliens durch Gaius Iulius Caesar ausgelöscht. Ausgrabungen belegen, dass der historische Stadtkern Löwens um 50 v. Chr. bebaut gewesen sein muss. Die Lage der Siedlung an der Dijle und am Handelsweg zwischen Tienen und Elewijt (heute Teilgemeinde von Zemst) war ausgesprochen günstig. Als im 3. Jahrhundert n. Chr. die Germanen einfielen, wurde die Einwohnerzahl der kleinen Siedlung wieder stark reduziert.

### Erste Erwähnung und Grafschaft Löwen
Im 8. Jahrhundert wurde die Bevölkerung der Löwener Region zum Christentum bekehrt, wobei Hubertus von Lüttich eine wichtige Rolle spielte. Aus dieser Zeit stammt vermutlich auch bereits die heutige Kirche Sint Pieter. Im Jahr 891 (nach anderen Quellen bereits 884) wird „Loven“ zum ersten Mal erwähnt, als eine Wikingerarmee vom Ostfrankenkönig Arnulf von Kärnten geschlagen wurde („Schlacht von Löwen“). Der Legende nach soll während der Schlacht soviel Blut geflossen sein, dass beide Ufer der Dijle rot vom Blut waren. Dies solle die Flagge der Stadt (rot mit einem weißen Streifen in der Mitte) symbolisieren. 896 wurde der Sieger der Schlacht zum (ostfränkisch-)römischen Kaiser gewählt und in Rom vom Papst gekrönt.
Seit 870 war Löwen die Hauptstadt einer Grafschaft Löwen. Deren Grafen stammten von den Karolingern ab und wählten Löwen vermutlich wegen seiner günstigen Lage an der Dijle und an der Römerstraße zwischen Boulogne-sur-Mer und Köln als Hauptsitz. Ein urkundlich erwähnter Graf von Löwen war Lambert I., der auch Markgraf von Lothringen war und durch Heirat eine Grafschaft aus dem Gau Brabant erwarb. Zuvor wurde schon Sieghard, Graf im Lüttich- und Hennegau, auch hier als Gaugraf erwähnt. 1085/1086 erhielt der Löwener Graf Heinrich III. eine zweite Grafschaft aus diesem Gebiet als Lehen hinzu. Die Landgrafschaft wurde 1183 zum Herzogtum erhoben, was heute als Grundlage für die Entstehung des Herzogtums Brabant gesehen wird.
Auch das Aussehen Löwens veränderte sich zu dieser Zeit. Der heutige Stadtkern war besiedelt und die Grafen von Löwen trugen durch zahlreiche Stiftungen zur Erweiterung bei. So gründete Gottfried I. von Löwen im Südosten der Stadt die Parkabtei und ließ auch eine neue Sint-Pieters-Kirche erbauen. 1080 wurde das erste Krankenhaus gestiftet und 1150 mit dem Bau einer Stadtmauer begonnen.

### Blütezeit und Niedergang

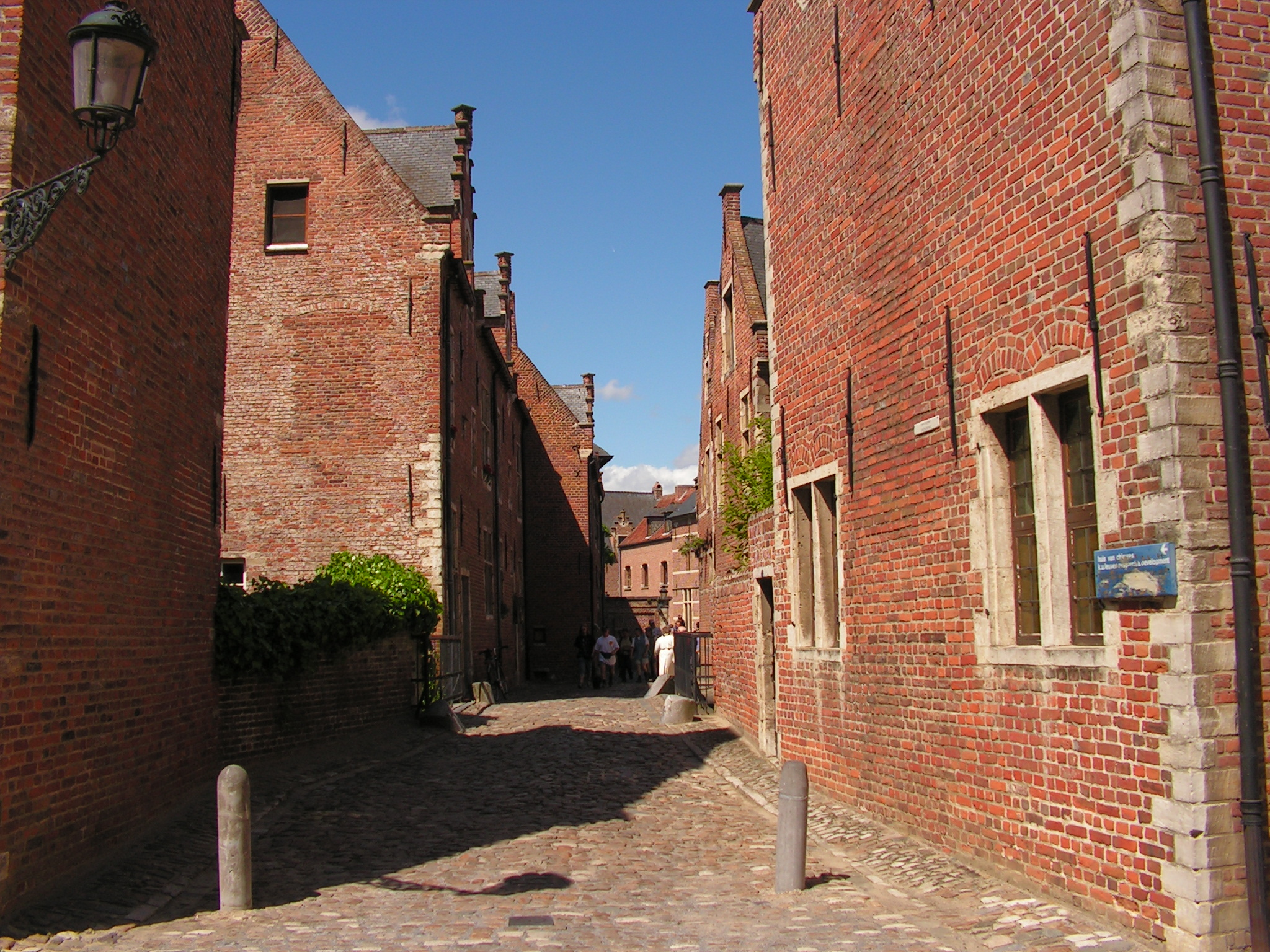
Großer Beginenhof

Obwohl Brüssel 1267 Hauptstadt des Herzogtums wurde, war Löwen dennoch lange Zeit bedeutender. Die Geldnot der Herzöge, die an die Städte Vorrechte im Austausch gegen Kredite vergaben, führte dazu, dass Löwens Macht wuchs. Auch die Bevölkerungszahl erhöhte sich auf einige tausend Einwohner, was zum Bau einer Reihe neuer Gebäude (unter anderem der heutigen Lakenhalle) führte. Auch zahlreiche kirchliche Orden zogen nach Löwen, so z. B. die Franziskaner (1233), die Augustiner (1248) und die Magdalenerinnen (1248). Auch die beiden Beginenhöfe stammen aus dieser Zeit.
Ab 1350 begann Löwen gegenüber dem wachsenden Brüssel an Bedeutung zu verlieren. Soziale Spannungen, der Niedergang der Wollindustrie und der Ausbruch des Brabanter Erbfolgekriegs, der eine neue kostspielige Stadtmauer erforderlich machte, waren für Löwen eine schwierige Zeit.

### Goldene Ära
Nach der Stabilisierung der Machtverhältnisse, ab 1430 unter burgundischer Herrschaft, sorgte die Ansiedlung neuer Industriezweige, wie z. B. der Leinenweberei, für neuen Aufschwung im 15. Jahrhundert. Bereits 1425 war die Universität durch eine Bulle von Papst Martin V. gegründet worden. Zwischen 1439 und 1469 wurde das gotische Rathaus erbaut, welches mit seinem überreichen ornamentalen Schmuck Zeugnis ablegt von der blühenden Baukunst des 15. Jahrhunderts. Für Löwen bedeuteten diese Jahrzehnte eine kurze goldene Ära, die bereits 1475 durch finanzielle Probleme und einige Aufstände wieder endete. 1578 wütete die Pest in der Stadt und dezimierte die Bevölkerung drastisch. Im 16. Jahrhundert, nun unter spanischer Herrschaft, war Löwen mehrfach das Opfer von Belagerungen. Schließlich musste die Universität geschlossen werden.

### Österreichische Herrschaft und Wiederaufbau
Nach dem Westfälischen Frieden von 1648 gehörte Löwen weiterhin zu den Spanischen Niederlanden. Auch wenn die Bevölkerungszahlen ab 1650 wieder stiegen, so blieb es doch wirtschaftlich bedeutungslos. Ab 1714 – wie ganz Belgien und Luxemburg – Teil der Österreichischen Niederlande, blühte es erst ab 1750 wieder auf. Die Industrie kam zurück und breite Straßen wurden angelegt, die Löwen mit Brüssel verbanden und den Handel stimulierten. Durch den Löwen-Dijle-Kanal wurde 1750 eine Schiffsverbindung nach Antwerpen, und damit der Zugang zur Nordsee, hergestellt. Der Erfolg dieses Projekts schlug sich anschließend im enormen Zuwachs des Bierexports nieder. 1764 hatte Löwen 52 Brauereien.

### Französische Herrschaft
In den Revolutionskriegen infolge der Französischen Revolution wurde Flandern und Brabant, und damit auch Löwen, 1794 von französischen Truppen erobert. Die Löwener Bevölkerung war der neuen Herrschaft gegenüber zunächst positiv eingestellt, doch schlug die Stimmung schnell um. Die Universität wurde dazu verpflichtet, Tribut zu zahlen, und die Wehrpflicht wurde eingeführt. Kirchen wurden geschlossen, Kunstschätze wegtransportiert, die Universität schließlich geschlossen. Der Kanal wurde nicht mehr unterhalten, Gilden, Handwerk und Klöster verschwanden, und Löwen verlor wieder an Bedeutung. Erst unter Napoleon besserte sich die Situation leicht, so dass er bei seinem Besuch in Löwen entsprechend herzlich empfangen wurde.

### Niederländische Herrschaft und Belgische Revolution
Nach dem französischen Intermezzo wurde die Stadt 1815 aufgrund der Beschlüsse des Wiener Kongresses Teil des Königreichs der Vereinigten Niederlande. Unter Wilhelm I. der Niederlande erhielt Löwen schließlich einige Kunstschätze zurück und auch die Universität wurde im Oktober 1817 wiedereröffnet. Als 1830 die Belgische Revolution ausbrach, wurde Löwen zwar durch die Holländer belagert, doch diese konnten mithilfe von Bauern aus dem Umland vertrieben werden. Schließlich wurde die Vorläufige belgische Regierung gebildet, unter deren Mitgliedern sich auch der Löwener Sylvain van de Weyer befand.
Während des Zehn-Tage-Feldzugs 1831 lag Löwen in der Schusslinie und wurde am 12. August eingekreist. Allerdings rückten französische Truppen nach, und schließlich wurde in Pellenberg, einem Ort bei Löwen (heute Teil von Lubbeek), der Waffenstillstand unterzeichnet.

### Nach der Unabhängigkeit Belgiens

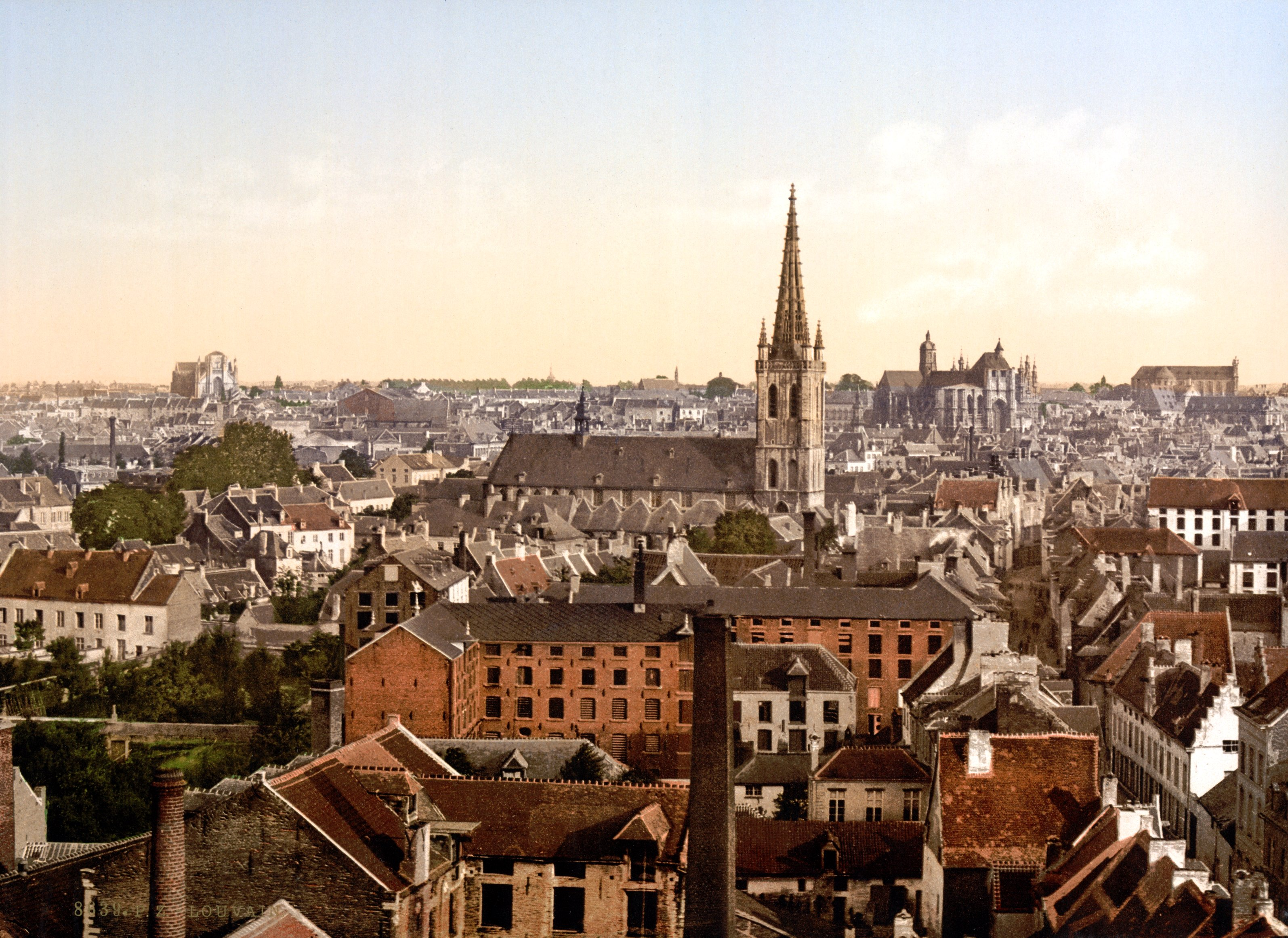
Blick auf Löwen (etwa 1890–1900)

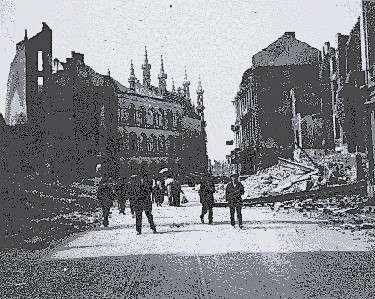
Löwen nach der Zerstörung durch die deutschen Truppen im Jahr 1915

Nach der Unabhängigkeit Belgiens blühte Löwen wieder auf. Die Stadt erhielt einen Eisenbahnanschluss, der Bahnhof wurde gebaut, und Löwen wurde zum wichtigen Eisenbahnknotenpunkt. Auch die Industrie – insbesondere die Brauereien, Textilfabriken und metallverarbeitenden Betriebe – verzeichnete einen neuen Aufschwung. Hierdurch wuchs auch die Bevölkerung, aber auch Krankheiten wie Typhus und Cholera brachen aus.

### Der Erste Weltkrieg
Hatte die Stadt noch größere Pläne gehabt, so wurde sie an deren Ausführung durch den Ausbruch des Ersten Weltkriegs gehindert. Am 4. August 1914 griffen deutsche Truppen gemäß dem Schlieffen-Plan das neutrale Belgien an, um eine rasche Entscheidung im Westen zu erzwingen. Die Besetzung Löwens am 19. August war zunächst ruhig verlaufen, doch am 25. August kursierten Gerüchte, dass belgische und britische Truppen auf die Stadt marschieren, und deutsche Soldaten berichteten, dass sie unter Beschuss genommen worden seien.
Aufgrund von Erfahrungen mit Franktireuren im Krieg 1870/71 war die Furcht vor Überraschungsangriffen groß; als die Deutschen Soldaten annahmen, dass auf sie geschossen werde, ergriffen sie Repressalien gegen die Zivilbevölkerung. Ende August 1914 hatte sich die Furcht derart gesteigert, dass es durch die deutsche Armee zu Kriegsgräueln kam. Eine größere Anzahl Soldaten war in der Stadt einquartiert, andere fluteten vor einem Ausfall der belgischen Armee aus Antwerpen zurück oder marschierten, wie die 17. Reserve-Division, am Abend des 25. August auf dem Weg zum ersten Fronteinsatz durch Löwen, als sich irgendwo ein Schuss löste und eine Panik sich in einer wilden Schießerei Bahn brach.
Die Soldaten drangen in die Häuser ein, aus denen geschossen worden war, töteten alle bewaffneten Personen und steckten die Gebäude in Brand. Die Strafaktionen dauerten einige Tage, bis am 29. August die Bevölkerung Löwen verlassen musste und die ganze Stadt in Brand gesteckt wurde. Große Teile des Stadtkerns wurden vollständig zerstört, nur das gotische Rathaus blieb verschont.
Auch die Sint-Pieters-Kirche litt unter den Flammen und zahlreiche ihrer Kunstschätze gingen verloren. Den größten Verlust aber stellte die Vernichtung der Universitätsbibliothek dar, wo 1000 Handschriften, 800 Inkunabeln und 300.000 Bücher, die in 500-jähriger Arbeit angesammelt worden waren, verbrannten. Diese Tat führte europaweit zu heftigsten Reaktionen. Während auf Seiten der Mittelmächte etwa die Neue Freie Presse aus Wien zunächst (am 28. August 1914) billigend von einer „Züchtigung der Stadt Löwen“ sprach, war die Empörung in den anderen Ländern Europas allgemein; so erregte sich etwa die Londoner Times vom 29. August darüber, dass sich die deutschen „Hunnen“ am „belgischen Oxford“ vergriffen hätten. Der Fall von Löwen wurde letztlich zu einer moralischen und propagandistischen Katastrophe der Mittelmächte: der Begriff Rape of Belgium wurde geprägt, wie auch The Crucified Soldier und Kadaververwertungsanstalt. Vergeblich antworteten am 11. Oktober 1914 deutsche Intellektuelle mit einem Aufruf „An die Kulturwelt!“. Carl Zuckmayers Erzählung Engele von Löwen spielt in Löwen zur Zeit des Ersten Weltkriegs.
Es dauerte lange, bis Löwen danach wiederhergestellt war. Das Gebäude der Universitätsbibliothek wurde aufgrund von Spenden aus den USA rekonstruiert und am 4. Juli 1928 wieder eingeweiht. Der Artikel 247 des Versailler Vertrags hatte Deutschland verpflichtet, der Universität Löwen „Handschriften, Inkunabeln, gedruckte Bücher und Sammlungsgegenstände in gleicher Zahl und in gleichem Wert zu liefern, wie sie durch den von Deutschland … angelegten Brand zerstört wurden“.

### Der Zweite Weltkrieg
Der Zweite Weltkrieg hatte an der Westfront mit dem sogenannten Sitzkrieg begonnen. Am 10. Mai 1940 begann die Wehrmacht den Westfeldzug und rückte unerwartet schnell – und unerwartet durch die Ardennen – mit starken Panzerverbänden vor. Löwen wurde am 13. Mai 1940 unter deutschen Beschuss genommen.
Die britische Expeditionsarmee (BEF) – sie hielt zuvor den Abschnitt zwischen Löwen (25 km östlich von Brüssel) und Wavre (25 km südlich von Löwen) – verließ die Stadt am 16. Mai. Einen Tag später besetzten Truppen der deutschen Wehrmacht Löwen. Bei einem Artilleriegefecht zwischen deutschen und britischen Einheiten wurde wieder die Universitätsbibliothek getroffen; ein Feuer brach aus. 900.000 Bücher, die seit dem Wiederaufbau durch Spenden aus der ganzen Welt gesammelt worden waren, verbrannten, darunter auch die päpstliche Stiftungsbulle aus dem Jahr 1425.
Die Westalliierten flogen im Frühjahr 1944 zur Vorbereitung der Landung in der Normandie Luftangriffe auf Eisenbahnknoten und wichtige Nachschubstrecken der deutschen Truppen zum Atlantikwall in Nordfrankreich. Die Luftangriffe auf Löwen beschädigten die Sint-Pieters-Kirche und die filigrane Fassade des Rathauses.

Nach der Landung der Alliierten in der Normandie am 6. Juni 1944 und der Kapitulation von Paris am 25. August 1944 stießen die westalliierten Truppen schnell vor.
Die Second Army unter General Miles Dempsey befreite am 3. September 1944 Brüssel und am 4. September Antwerpen. Kurz zuvor hatte die deutsche 15. Armee auch Löwen geräumt.
Der Wiederaufbau dauerte lange, beispielsweise zog sich die Renovierung des Rathauses bis 1982 hin.
Beim Eisenbahnunfall von Wilsele 1954 starben 21 Menschen.

## Demografische Entwicklung
- Quellen: NIS und Stadt Löwen – Anmerkung: 1806 bis 1970: Volkszählungen; ab 1977: Einwohnerzahl am 1. Januar
- 1977: Eingliederung der bis dahin selbstständigen Gemeinden Heverlee, Kessel-Lo und Wilsele, des Weilers Wijgmaal aus der Gemeinde Herent, sowie von Gebietsteilen der früheren Gemeinden Korbeek-Lo und Haasrode

## Politik

### Stadtrat
- PVDA: 1
- Vooruit: 23
- Groen: 5
- CD&V: 7
- N-VA: 10
- VB: 1

In der Legislaturperiode davor gab es eine Koalition aus Vooruit, CD&V und Groen. Diese Koalition wurde mit leicht anderer Reihenfolge fortgesetzt. Groen und CD&V haben Plätze getauscht
- PVDA: 1
- Vooruit: 14
- Groen: 10
- Open VLD: 2
- CD&V: 8
- N-VA: 11
- VB: 1

Trotz knapper absoluter Mehrheit für Vooruit und Groen haben sich beide Parteien entschieden CD&V noch in die Koalition mit zu nehmen. Möglicherweise um direkt eine (ebenfalls knappe) 2/3 Mehrheit zu haben.
- Vooruit: 16
- Groen: 7
- Open VLD: 3
- CD&V: 9
- N-VA: 9
- VB: 1

In der Legislaturperiode davor gab es eine Koalition aus Vooruit, CD&V und NVA. Diese Koalition wurde ohne NVA fortgesetzt und bestand somit nur noch aus Vooruit und CD&V.
- Vooruit: 19
- Groen: 4
- Open VLD: 4
- CD&V: 12
- N-VA: 1
- VB: 5

Nach der Wahl gab es eine Koalition aus Vooruit, CD&V und NVA.
- Vooruit: 15
- Groen: 6
- Open VLD: 8
- CD&V: 11
- N-VA: 1
- VB: 2

In der Legislaturperiode davor gab es eine Koalition aus Vooruit und CD&V. Diese Koalition wurde fortgesetzt.
- PVDA: 2
- Vooruit: 87
- Groen: 32
- Open VLD: 17
- CD&V: 47
- N-VA: 32
- VB: 10

Vooruit und Groen hätten mit 119 von 114 nötigen eine knappe absolute Mehrheit.

## Verkehr
Durch die Autobahnen A2 und A3 ist die Stadt Richtung Westen an Brüssel angebunden und Richtung Osten an Genk und Lüttich.

Löwen besitzt außerdem einen wichtigen Bahnhof an der Neubaustrecke 36/36N. Mit 30.000 Reisenden pro Tag ist der Bahnhof Löwen an fünfter Stelle der meistfrequentierten Bahnhöfe in Belgien. Der Bahnhof hat 13 Gleise, wovon 4 Gleise hier enden. Löwen ist außerdem eine wichtige Station im Brüsseler S-Bahn-Netz und ist Endstation der Linien S 2, S 9 und S 20.
Den Busverkehr in Löwen betreibt das Verkehrsunternehmen De Lijn.

## Tradition
Seit 1890 gibt es in Löwen die lokale Tradition Jaartallenleven, die Männer eines Jahrgangs als 39-jährige zu einer Gruppe zusammenführt, die bis zum 50. Lebensjahr mit sozialen und gesellschaftlichen Aktivitäten sowie Riten und Humor aktiv ist. Die Gruppen werden zu Freundeskreisen und bleiben bis zum Lebensende zusammen.
2011 wurde Das Repertoire an Übergangsriten in Löwen von der UNESCO in die Repräsentative Liste des immateriellen Kulturerbes der Menschheit aufgenommen.

## Sehenswürdigkeiten

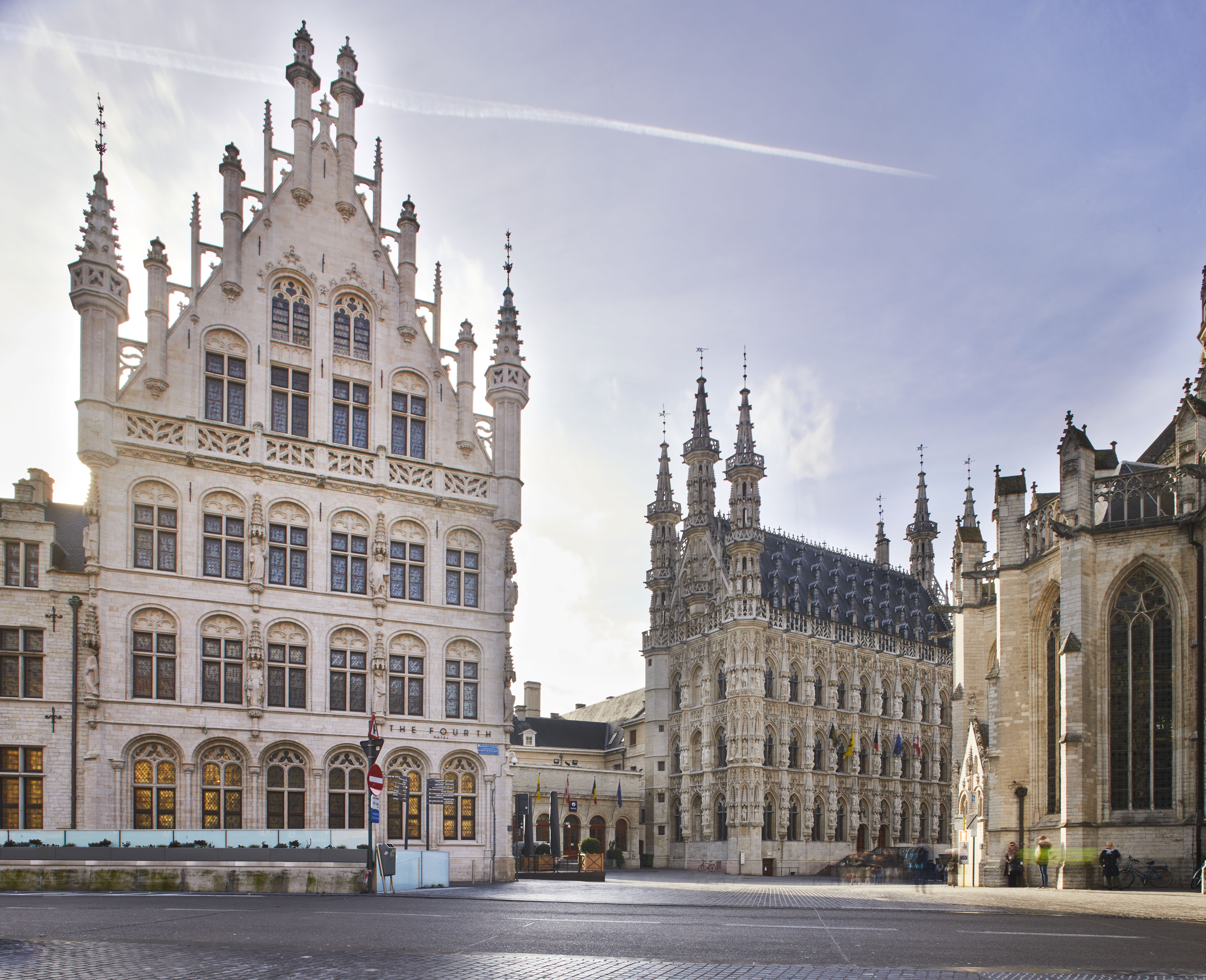
Löwener Rathaus und Tafelrond

### Rathaus
Die bekannteste Sehenswürdigkeit Löwens ist das gotische Rathaus, erbaut 1439 bis 1468 von Sulpitius van Vorst und Matheus de Layens. Es gilt als eines der schönsten Bauwerke der Spätgotik in Europa und ist eines der berühmtesten Rathäuser der Welt. Das Rathaus steht am Großen Markt (Grote Markt) direkt gegenüber der Sint-Pieters-Kirche. Vorbild war ursprünglich das Brüsseler Rathaus gewesen, wie Quellen aus dem 15. Jahrhundert belegen. Die im 19. Jahrhundert in die bereits vorhandenen Nischen eingesetzten Statuen sollten das Vorbild an Figurenreichtum übertreffen.

### Tafelrond
Weitere Sehenswürdigkeit am Grote Markt, links neben dem Rathaus, ist der gotische Tafelrond. Er wurde zwischen 1480 und 1487 von Matheus de Layens erbaut und diente ursprünglich als Versammlungshaus der Gilden der Rhetoriker und Schützen, später auch als Festsaal. Nachdem das Gebäude im 19. Jahrhundert stark heruntergekommen war, wurde es schließlich 1818 abgerissen und durch einen neoklassizistischen Bau ersetzt. Nach dem Ersten Weltkrieg wurde beschlossen, das ursprüngliche Gebäude wieder aufzubauen, was bis 1928 verwirklicht wurde. Danach beherbergte der Tafelrond die Nationalbank. In die Nischen der Fassade wurden Statuen der Bankdirektoren im gotischen Stil gesetzt. Im Zweiten Weltkrieg wurde das Gebäude beschädigt, anschließend jedoch wieder vollständig restauriert.

### Sint-Pieters-Kirche

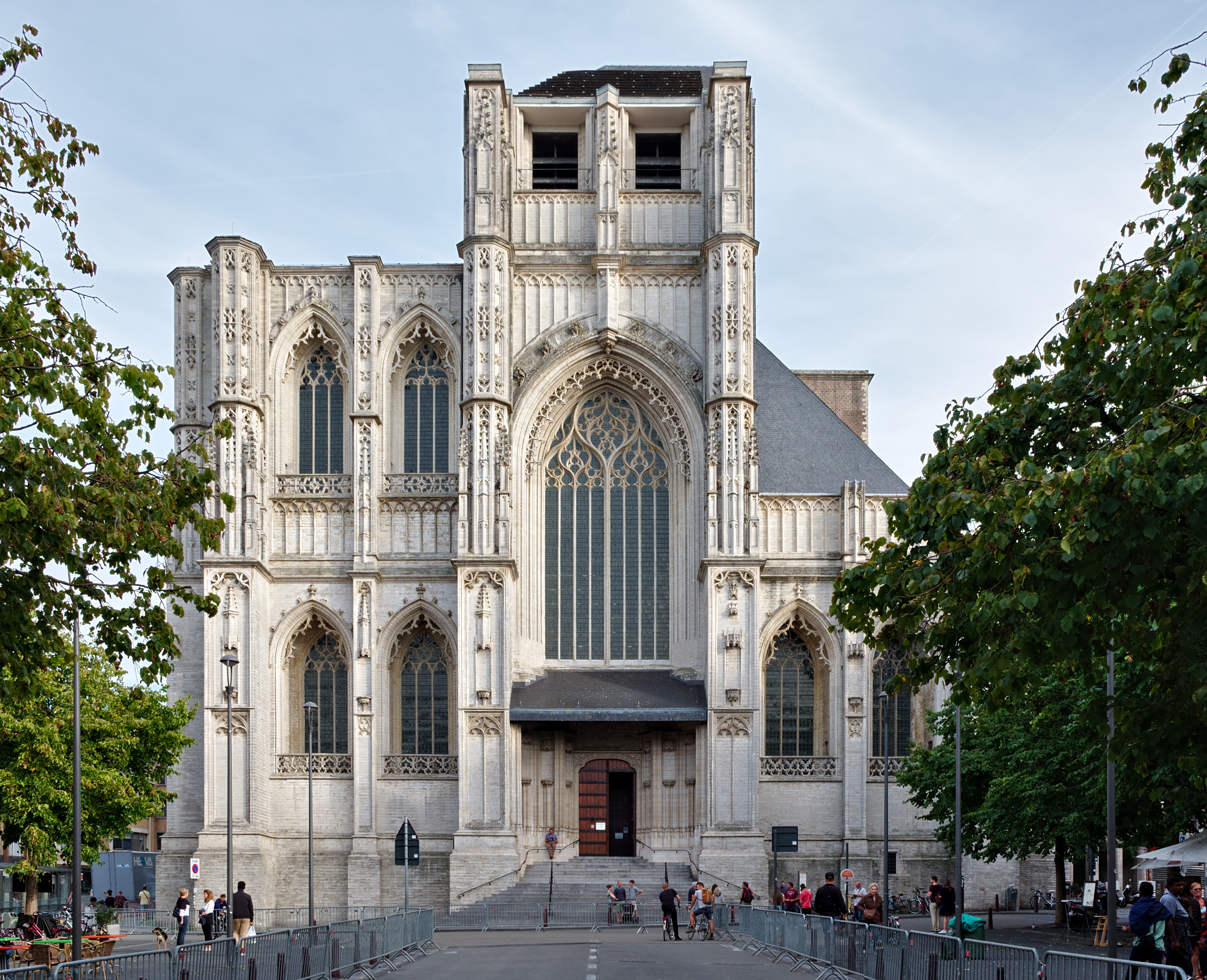
Kirche Sint Pieter

Gegenüber dem Rathaus am Grote Markt befindet sich die Sint-Pieters-Kirche, die als eines der Hauptwerke der brabantischen Gotik gilt. Ursprünglich befand sich an dieser Stelle eine romanische Kirche, gestiftet von Graf Gottfried I. von Löwen, die jedoch im 15. Jahrhundert ersetzt wurde durch den heutigen gotischen Bau. Der genaue Baubeginn ist umstritten, da die Archive der Kirche verloren gegangen sind. Fest steht jedoch, dass der Bau der Kirche – wie der des Rathauses und der des Tafelronds – von Sulpitius van Vorst begonnen und nach dessen Tod von Matheus de Layens fortgeführt wurde. Die Bauarbeiten zogen sich bis ins 16. Jahrhundert hin, wo zuletzt Joost Massys Pläne für die Fertigstellung ausarbeitete. Trotzdem ist die Kirche bis heute unvollendet geblieben. Ursprünglich waren drei hohe Türme vorgesehen gewesen, einer von 150 m Höhe, die beiden anderen von 120 m Höhe. Diese Pläne scheiterten jedoch an schlecht ausgearbeiteten Berechnungen und ungünstigen Bodenverhältnissen. 1604 stürzte einer der unvollendeten Türme teilweise wieder ein, so dass die Kirche bis heute ohne nennenswerten Turm geblieben ist.
Die Sint Pieterskirche ist im Laufe der Löwener Geschichte immer wieder Opfer von Plündereien geworden. Im Ersten Weltkrieg litt sie schwer bei dem Brand Löwens (s. o.), dem ein großer Teil ihrer Kirchenschätze zum Opfer fiel. Während des Zweiten Weltkriegs wurde sie in einem Feuergefecht beschädigt.
In der Schatzkammer der Kirche sind das Triptychon „Der Abendmahlsaltar“, ein Hauptwerk von Dierick Bouts d. Ä., sowie das Gemälde „Das Martyrium des heiligen Erasmus“ ausgestellt. Zudem befinden sich in der Kirche ein gotisches Sakramentshaus, entworfen von Mathaeus de Layens, sowie zahlreiche andere Gemälde und Standbilder. Unter dem Chor ist noch die Krypta der romanischen Vorgängerkirche erhalten.

### Hortus Botanicus Lovaniensis

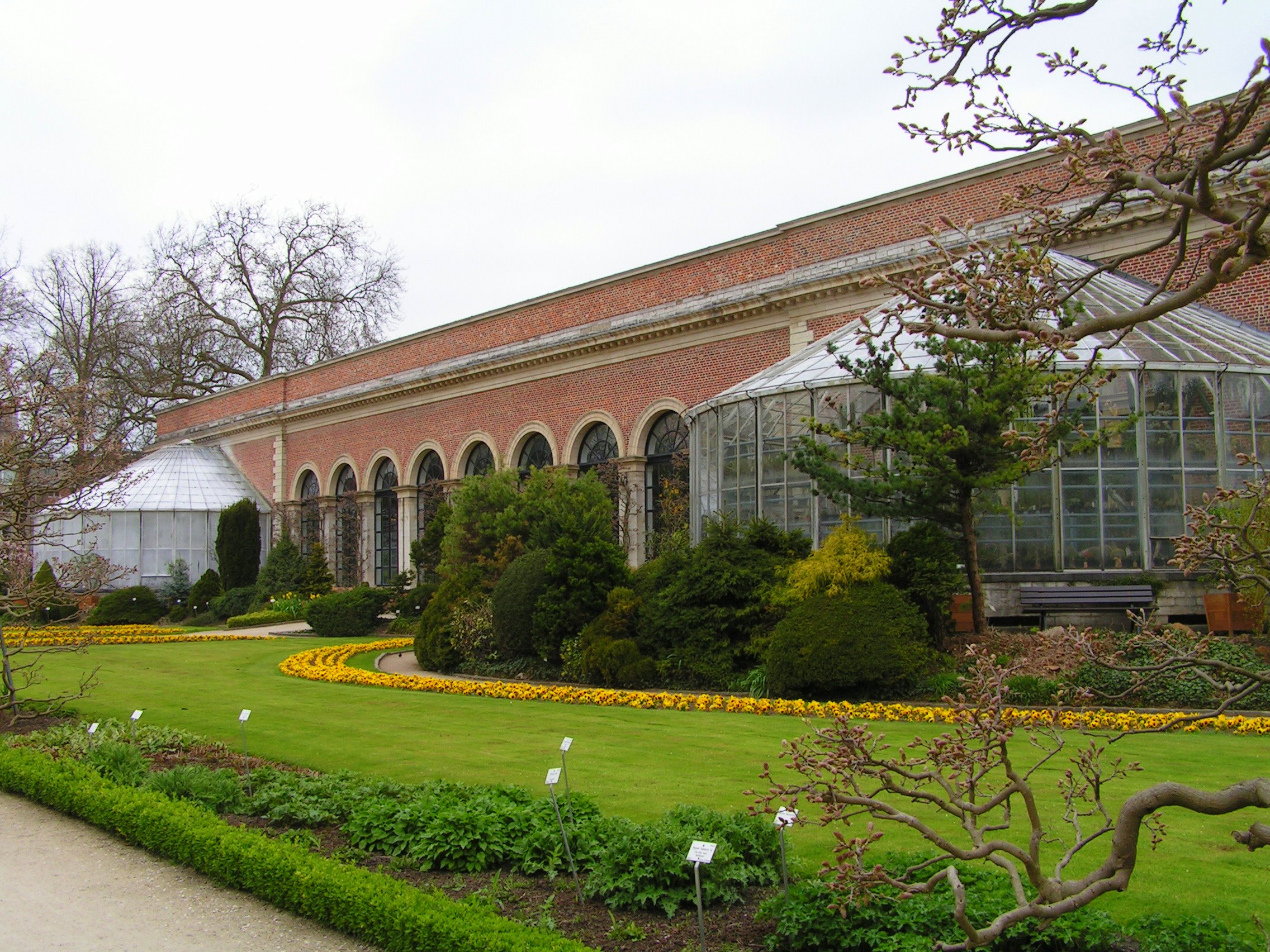
Orangerie des Kruidtuin

Der Hortus Botanicus Lovaniensis (auch als „Kruidtuin“ bekannt) wurde im Jahr 1738 angelegt und ist somit der älteste Botanische Garten Belgiens. Ursprünglich umfasste er nur Kräuter und Heilpflanzen, diente also in erster Linie der medizinischen Forschung. Später wurde der Garten um Zierpflanzen, Nutzpflanzen, seltene Pflanzenarten und Arboreta erweitert. Heute befindet sich auf den 2,2 ha des Gartens eine große Sammlung von Bäumen und Sträuchern, sowie im Gewächshauskomplex eine Vielzahl von Kräutern, Wasserpflanzen und tropischen Gewächsen.
1976 wurde der Hortus Botanicus Lovaniensis durch königlichen Beschluss in den Rang einer „Landschap“ erhoben und die Orangerie zum „Monument“ erklärt.

### Beginenhöfe
Der Große Beginenhof in Löwen ist mit drei Hektar bebauter Fläche einer der größten noch bestehenden Beginenhöfe in Flandern. Seit dem 31. März 2000 gehört er zum UNESCO-Weltkulturerbe. Der Große Beginenhof entstand im frühen 13. Jahrhundert und erlebte seine zwei Blütezeiten im 13. Jahrhundert und später gegen Ende des 16. Jahrhunderts, als die Zahl der Beginen auf über 360 anstieg. Die letzte Begine starb hier 1988. Im Jahr 1960 erklärte sich die Katholieke Universiteit Leuven bereit, den damals heruntergekommenen Beginenhof zu restaurieren, um dort Studenten und Gastprofessoren unterzubringen. In zwei Phasen wurde in den 1960er/70er Jahren und in den 1980er Jahren der komplette Hof renoviert.
Der Löwener Beginenhof ist ein typischer Stadtbeginenhof mit zahlreichen kleinen Straßen und Plätzen sowie drei Brücken über die Dijle, die den Hof durchfließt. Eine Anzahl Häuser stammt aus dem 16. Jahrhundert; der Großteil der Bauten wurde von 1630 bis 1670 errichtet. Die Architektur ist traditionell, mit vereinzelten barocken Verzierungen. Die Sint-Jan-de-Doper-Kirche ist frühgotisch mit einigen romanischen Elementen; im Innenraum wurden während der Restauration zahlreiche alte Wandmalereien freigelegt.
Der Kleine Beginenhof Löwen enthält ebenfalls noch eine größere Anzahl von historischen Bauwerken, größtenteils aus dem 17. Jahrhundert in der Nähe der Gertrudenkirche, die mit ihrem gotischen Turm im Straßenbild einen Orientierungspunkt gibt. Die Kirche des kleinen Beginenhofs existiert nicht mehr. Dort befindet sich auch ein Pfadfindermuseum.

### Sint Kwintenskirche
Sint Kwinten ist eine Kirche aus dem 15. Jahrhundert im Stile der Brabanter Hochgotik. Bereits im 11. Jahrhundert stand an dieser Stelle eine kleine Kapelle, vermutlich errichtet in der Zeit von Lambert I. von Löwen. Dieser Bau wurde im 13. Jahrhundert erweitert und im 15. Jahrhundert schließlich bis auf den Turm vollständig durch den heutigen gotischen Bau ersetzt. Die Sint Kwintenskirche ist ein schlichtes Gebäude, springt jedoch durch ihre erhöhte Position auf einer Anhöhe am Rande der Naamsestraat sofort ins Auge. Justus Lipsius bezeichnete sie als die schönste aller Löwener Kirchen. Im Innenraum sind zahlreiche Gemälde der Brüder Jan Jozef und Pieter Jozef Verhaghen zu besichtigen.

### Museen, Kunst, Theater, Tanz, Musik
- Parcum Museum für religiöse Kunst[12]
- M – Museum Leuven
- Kunstencentrum STUK
- Docville
- Internationaal Kortfilmfestival Leuven
- Lemmensinstituut

## Universität

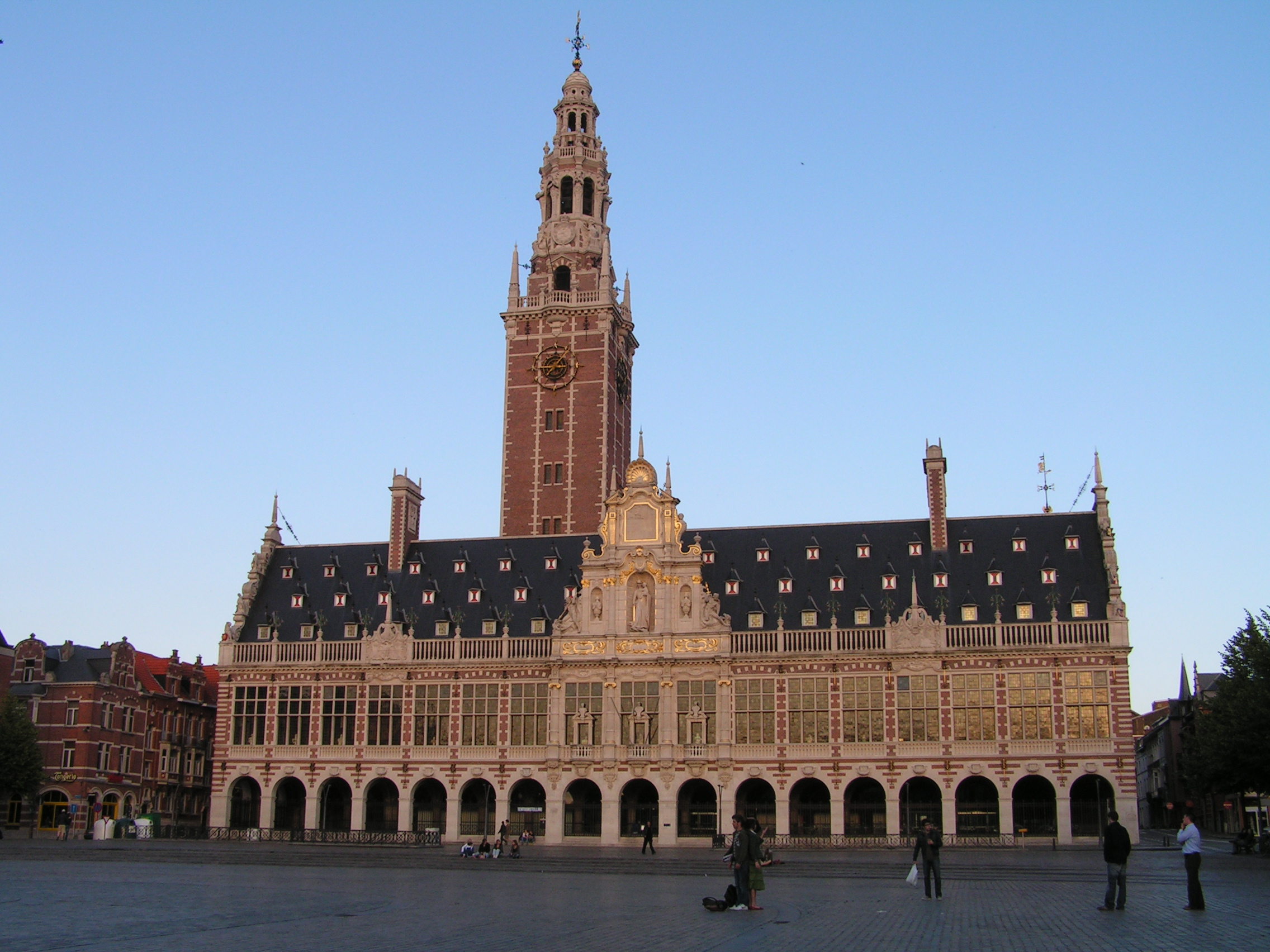
Universitätsbibliothek

Löwen ist Sitz der ältesten Universität Belgiens und der Benelux-Staaten, der Katholieke Universiteit Leuven. Seit ihrer Gründung im Jahr 1425 gehört sie zu den bedeutendsten europäischen Universitäten und brachte durch die Jahrhunderte zahllose namhafte Wissenschaftler und Persönlichkeiten wie Adriaan van Utrecht (Papst Hadrian VI.), Matthias Wesenbeck, Erasmus von Rotterdam, Justus Lipsius, Andreas Vesalius, Gerhard Mercator, und Georges Lemaître hervor. An dieser Universität wird auch der Nachlass des Philosophen Edmund Husserl verwaltet.
Im Jahre 1968 wurde Löwen eines der Zentren des belgischen Sprachenstreits, in dem die gegenüber der dominierenden frankophonen Oberschicht wirtschaftlich und politisch aufholenden niederländischsprachigen Provinzen politische und kulturelle Autonomie innerhalb Belgiens forderten. Obwohl die Universität zu dieser Zeit offiziell zweisprachig (französisch/niederländisch) war, wurde am Anfang des Zeitalters der Massenuniversität der De-facto-Zustand wachsender französischsprachiger Studentenzahlen von den niederländischsprachigen Studenten zunehmend als unzumutbar empfunden. Nach zum Teil heftigen Auseinandersetzungen zwischen Studenten und den Behörden kam es schließlich zu einer Aufteilung der K.U. Leuven in eine niederländischsprachige (KUL) und eine französischsprachige (UCL) Universität. Löwen blieb daraufhin Sitz der niederländischsprachigen KUL, während die französischsprachige Université catholique de Louvain in den neu gegründeten Ort Louvain-la-Neuve im wallonischen Landesteil verlegt wurde.
Neben der Universität sind in Löwen auch verschiedene Fachhochschulen angesiedelt sowie eine wissenschaftliche theologische Privathochschule, die Evangelische Theologische Faculteit. Im Ortsteil Heverlee, im Süden der Stadt gelegen, befindet sich das Forschungszentrum IMEC (Interuniversity Microelectronics Centre).
Das Stadtbild Löwens wird stark vom studentischen Leben geprägt (2006: 31.205 Studierende, davon 3.849 ausländische Studierende). Im Stadtinnern befinden sich viele Bars und Kneipen.

## Söhne und Töchter der Stadt

Sylvain van de Weyer

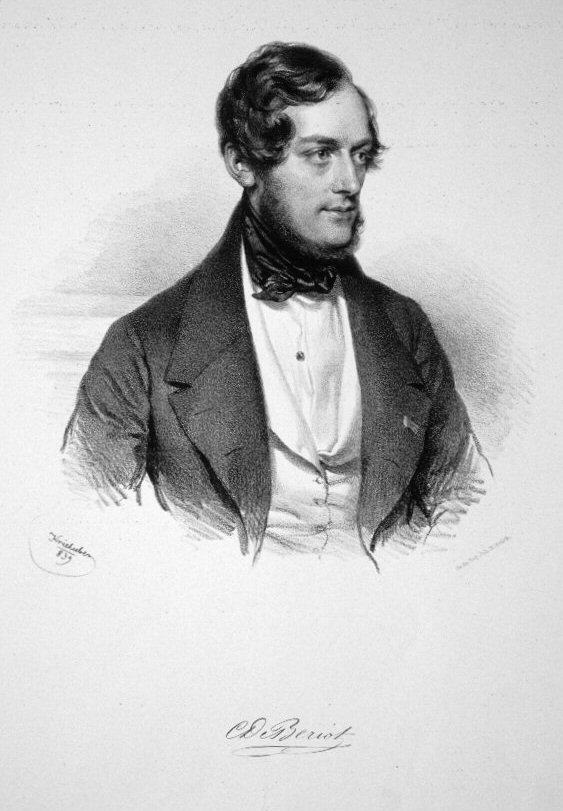
Charles Auguste de Bériot

- Arnulf von Löwen (1200–1250), Zisterziensermönch, Abt und Dichter
- Pieter Coutereel (14. Jhdt.), Meier von Löwen, Herr von Asten
- Aelbert Bouts (ca. 1451–1549), niederländischer Maler
- Quentin Massys (1466–1530), niederländischer Maler
- Antonius Divitis (1475–1526), niederländischer Sänger, Chorleiter und Komponist
- Pierre Phalèse, (um 1510 – 1573), flämischer Musikverleger und Kupferstecher
- Jean Hessels (1522–1566), Theologe
- Petrus van der Aa (1530–1594), flämischer Jurist
- Lucas van Valckenborch (1535–1597), flämischer Maler
- Arnold Mercator (1537–1587), Kartograf
- Bartholomäus Mercator (1540–1568), Kartograf und Kosmograf
- Rumold Mercator (1541–1599), Kartograf
- Gortzius Geldorp (1553–1616), Porträtmaler
- Jasper Tournay (um 1560–1635), Drucker
- Jan Baptist van der Hulst (1790–1862), Maler
- Johann Baptist Joseph Bastiné (1783–1844), flämischer Maler und Gründer der Aachener Zeichenschule
- Sylvain van de Weyer (1802–1874), Politiker
- Charles-Auguste de Bériot (1802–1870), Violinist, Violinpädagoge und Komponist
- Jean Servais Stas (1813–1891), Chemiker
- Karl Birnbaum (1829–1907), deutscher Agrarwissenschaftler und Mitglied des Reichstages
- Isala Van Diest (1842–1916), Medizinerin und Frauenrechtlerin
- Jules De Swert (1843–1891), Cellist, Komponist und Musikpädagoge
- Édouard van Beneden (1846–1910), Entwicklungsbiologe und Cytologe
- François Terby (1846–1911), Astronom
- Arthur Vierendeel (1852–1940), Bauingenieur
- Jules de Trooz (1857–1907), Premierminister
- Arthur De Greef (1862–1940), Pianist und Komponist
- Albert Sauveur (1863–1939), Metallurge
- Eugénie Hamer (1865–1951), Journalistin und Schriftstellerin
- Jean Delville (1867–1953), Maler und Theosoph
- Prosper Poullet (1868–1937), Premierminister
- Gérard Roosen (1869–1935), Maler
- Hubert Lafortune (1889–?), Turner
- Walter Hecht (1896–1960), österreichischer Botaniker
- Paul Henry (1906–1984), katholischer Theologe und Philosophiehistoriker
- Thomas Owen (1910–2002), Schriftsteller
- Emile Gosselin (1921–1982), Bahnradsportler
- Yannick Bruynoghe (1924–1984), Autor, Journalist und Veranstalter
- Mark Eyskens (* 1933), Ökonom und Politiker
- Elisabeth Verlooy (1933–2012), Sängerin
- Jan Hoet (1936–2014), Kunsthistoriker und Ausstellungskurator
- Louis Tobback (* 1938), Politiker
- Roger De Coninck (* 1939), Radrennfahrer
- Willy Derboven (1939–1996), Radrennfahrer
- André Dehertoghe (1941–2016), Leichtathlet
- Emiel Puttemans (* 1947), Leichtathlet
- Peter Piot (* 1949), Untergeneralsekretär der Vereinten Nationen und geschäftsführender Direktor der Organisation UNAIDS
- Magda Ilands (* 1950), Langstreckenläuferin
- Mark Waer (* 1951), Arzt und Professor für Immunologie
- Willem Peeters (* 1953), Radrennfahrer
- Hilary Charlesworth (* 1955), australische Rechtswissenschaftlerin
- Patrick de Radiguès (* 1956), Autorennfahrer und Segler
- Roland Liboton (* 1957), Cyclocrossfahrer
- Martin Margiela (* 1957), Modedesigner
- Philippe Van Haute (1957–2022), Psychoanalytiker und Philosoph
- Didier de Radiguès (* 1958), Rennfahrer
- Peter Carmeliet (* 1959), Mediziner
- Koenraad Elst (* 1959), Historiker, Sinologe und Indologe
- Marc Van Geel (* 1959), Radrennfahrer
- André Antoine (* 1960), Politiker
- Francis Vermaelen (* 1960), Radrennfahrer
- William Van Dijck (* 1961), 3000-Meter-Hindernisläufer
- Sophie Vandebroek (* 1962), belgisch-amerikanische Elektroingenieurin und Unternehmerin
- Johan Nijs (* 1963), Komponist und Dirigent im Bereich der Blasmusik
- Bart Preneel (* 1963), Kryptologe und Professor an der Katholieke Universiteit Leuven
- Els Dottermans (* 1964), Schauspielerin
- Ernst Vranckx (* 1966), Jazzmusiker
- Bart Wuyts (* 1969), Tennisspieler
- Vincent Rijmen (* 1970), Kryptografieexperte und einer der Entwickler der Blockchiffre Advanced Encryption Standard (AES)
- Aglaée Degros (* 1972), Architektin und Stadtplanerin
- Saïd El Khadraoui (* 1975), Politiker, MdEP
- Sofie Lenaerts (* 1975), Höhenbergsteigerin
- Saskia De Coster (* 1976), Schriftstellerin
- Kim Gevaert (* 1978), Leichtathletin
- Jurgen Van Goolen (* 1980), Radrennfahrer
- Pieter Gysel (* 1980), Shorttracker
- Tine Bergen (* 1981), Kinder- und Jugendbuchautorin
- Milow (* 1981), Singer-Songwriter
- Mark De Man (* 1983), Fußballspieler
- Sander Armée (* 1985), Straßenradrennfahrer
- Bart Verschueren (* 1986), Cyclocrossfahrer
- Jessy Atila (* 1987), Fußballspielerin
- Dries Mertens (* 1987), Fußballspieler
- Seppe Odeyn (* 1987), Duathlet
- Denis Odoi (* 1988), ghanaisch-belgischer Fußballspieler
- Tim Declercq (* 1989), Straßenradrennfahrer
- Yannick Eijssen (* 1989), Straßenradrennfahrer
- Selah Sue (* 1989), Singer-Songwriterin
- Sven Beelen (* 1990), Cyclocrossfahrer
- Hanne Goossens (* 1992), Schachspielerin
- Elias Lasisi (* 1992), Basketballspieler
- Jasper Stuyven (* 1992), Straßenradrennfahrer
- Hendrik van Crombrugge (* 1993), Fußballspieler
- Ella Van Kerkhoven (* 1993), Fußballspielerin
- Laurens Sweeck (* 1993), Radrennfahrer
- Dennis Praet (* 1994), Fußballspieler
- Ben Broeders (* 1995), Leichtathlet
- Elise Mertens (* 1995), Tennisspielerin
- Vanessa Sterckendries (* 1995), Hammerwerferin
- Dries Blockx (* 1997), Eishockeyspieler
- Pieter Sisk (* 1999), Mittelstreckenläufer
- Stan Van Tricht (* 1999), Radrennfahrer
- Elien Vekemans (* 2001), Stabhochspringerin
- Mandela Keita (* 2002), belgisch-guineischer Fußballspieler
- Jill Janssens (* 2003), Fußballspielerin
- Vlad Van Mechelen (* 2004), Radrennfahrer
- Mika Godts (* 2005), Fußballspieler
- Tristan Degreef (* 2005), Fußballspieler
- Noor Koekelkoren (* 2005), Hürdenläuferin

## Städtepartnerschaften
- Löwen listet folgende sechs Partnerstädte (Zustersteden) auf:[13]

| Stadt                      | Land        | seit |
| -------------------------- | ----------- | ---- |
| Cristian                   | Rumänien    | 1990 |
| Krakau                     | Polen       | 1991 |
| Ottignies-Louvain-la-Neuve | Belgien     | 2017 |
| Lüdenscheid                | Deutschland | 1987 |
| Rennes                     | Frankreich  | 1980 |
| ’s-Hertogenbosch           | Niederlande | 1984 |

- Außerdem wurden offizielle Freundschaftsverträge abgeschlossen mit:
  -  Tainan, Republik China (Taiwan)
  -  Stellenbosch, Südafrika